# Szárnyprofil

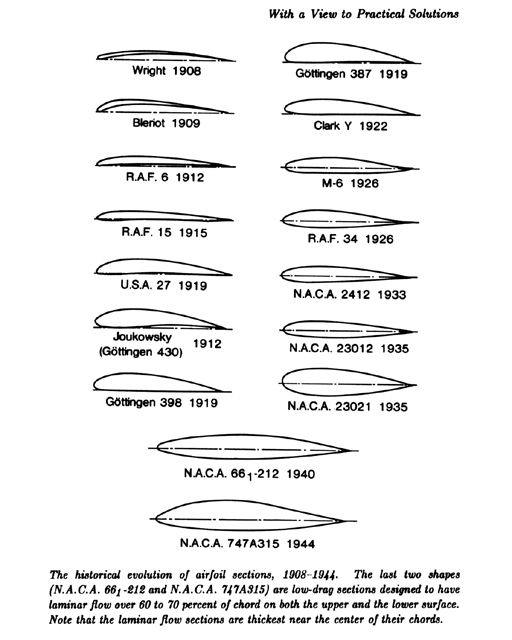
Szárnyprofilok fejlődése

Szárnyprofil felhajtóerő- (c_{y}) és ellenállás-tényezője (c_{x}) az állásszög (α) függvényében

A szárnyprofil vagy szárnyszelvény a repülőgép szárnya vagy a légcsavar, helikopter forgószárny  keresztmetszete. Szárnyprofil keresztmetszete van a gőzturbina, gázturbina, valamint az axiális ventilátor és kompresszor álló- és futólapátjának valamint a vitorlának és a siklóernyőnek is. Szárnyszelvény metszetük van a repülőgépek függőleges és vízszintes vezérsíkjainak és hajók vízalatti stabilizáló és irányító felületeinek, mint a vitorlás hajók tőkesúlyának és a tengeralattjárók uszonyainak. Gépkocsikra és motorkerékpárokra felszerelt szárnyprofil keresztmetszetű felületek lefelé irányuló erőt szolgáltatnak abból a célból, hogy a kerekek tapadását a talajhoz segítsék. Az első szárnyszelvények alakját a repülő és úszó élőlények szárnyainak és uszonyainak alapján tervezték.  
Ha egy test mozog egy közegben (folyadékban vagy gázban), akkor erő hat rá. A mozgás irányába eső komponenst közegellenállásnak, a mozgás irányára merőleges összetevőt pedig felhajtóerőnek hívják. A szárnyszelvény alakja olyan, hogy adott sebességnél minél kisebb ellenállást és minél nagyobb felhajtóerőt szolgáltasson. A hangsebesség alatt használt (szubszonikus) szárnyszelvények alakja jellegzetesen aszimmetrikus: belépőélük lekerekített, kilépőélük hegyes. 
Egy adott célra megfelelő szárnyprofil kialakítása az aerodinamika egyik alapvető feladata. Ezt sorozatos próbálkozással szokás megkeresni, úgy, hogy felvesznek egy szárnyprofil alakot, majd számításokkal és szélcsatorna-kísérletekkel meghatározzák tulajdonságait. A szélcsatornában mérik a felhajtóerőt és az ellenállást különböző állásszögeknél, majd a mért eredményeket diagramban ábrázolják. Az ábrán látható diagram egy tipikus ívelt profil felhajtóerő- és ellenállás-tényezőjének változását szemlélteti az állásszög függvényében. Mivel a profil nem szimmetrikus, 0° állásszögnél is ébred felhajtóerő. Az állásszög növelésével a felhajtóerő-tényező is közel lineárisan nő egy bizonyos pontig, ahol hirtelen leesik. Hasonló képet mutat a görbe negatív állásszögeknél is, csak a felhajtóerő-tényező abszolút értéke kisebb. Az ellenállás az állásszöggel csak kismértékben nő, de annál a pontnál, ahol a felhajtóerő hirtelen lecsökken, az ellenállás ugyanilyen gyorsan megnő. 
A különböző szárnyszelvényeket különböző repülési feltételekhez választják. Az aszimmetrikus profilok nulla állásszögnél is szolgáltatnak felhajtóerőt. Szimmetrikus szelvényeket műrepülő gépeken célszerű használni, amelyeknél gyakori a hátonrepülés. Ha a szárnyvégeken és a csűrők mentén szimmetrikus profilt alkalmaznak, megnő az az állásszög-tartomány, ahol nem lép fel orsó közbeni átesés. A csűrőlapokat nem a profil kivágásába helyezik, hanem meghosszabbításaként helyezik el. Ilyenkor a határréteg leválását nagy állásszög tartományban el lehet kerülni. 
A szubszonikus profilok lekerekített belépőéllel rendelkeznek, mely érzéketlenebb az állásszög változására. Közepes Reynolds-számnál a határréteg már a legnagyobb vastagság előtt leválik lekerekített szelvényalak esetén, ezért a görbületet csökkentik a szelvény hossza mentén: így alakul ki a hagyományos profil geometriája. A szuperszonikus szárnyszelvények sokkal szögletesebbek, igen éles belépőéllel is készülnek. A szubszonikus és szuperszonikus profilok kis íveltséggel készülnek, hogy a lökéshullámok erősségét csökkentsék és kis ellenállást ébresszenek. Kis sebességeknél a felhajtóerő növelése céljából mozgatható ívelőlapokat és néha orrsegédszárnyat is alkalmaznak. Az ívelőlap megnöveli a profil íveltségét, de ha nincs használatban, be lehet húzni a szárnyba. 
A lamináris profilok legnagyobb vastagságukat a belépőélhez képest hátrébb érik el és az áramlás turbulenssé válása is csak hátrább következik be. A lamináris áramlás kisebb ellenállással jár, ezért a lamináris profilokkal készített repülőgépek nagyobb utazósebességet érhetnek el. Ezek a szárnyak azonban átesésre inkább hajlamosak és kényesek a szennyeződésre: csapadékra vagy rovarokra. Ugyanezen okból kifolyólag szárnyvégeken ugyancsak kerülik alkalmazását.

## Szárnyszelvény-terminológia

Szárnyprofil méretei

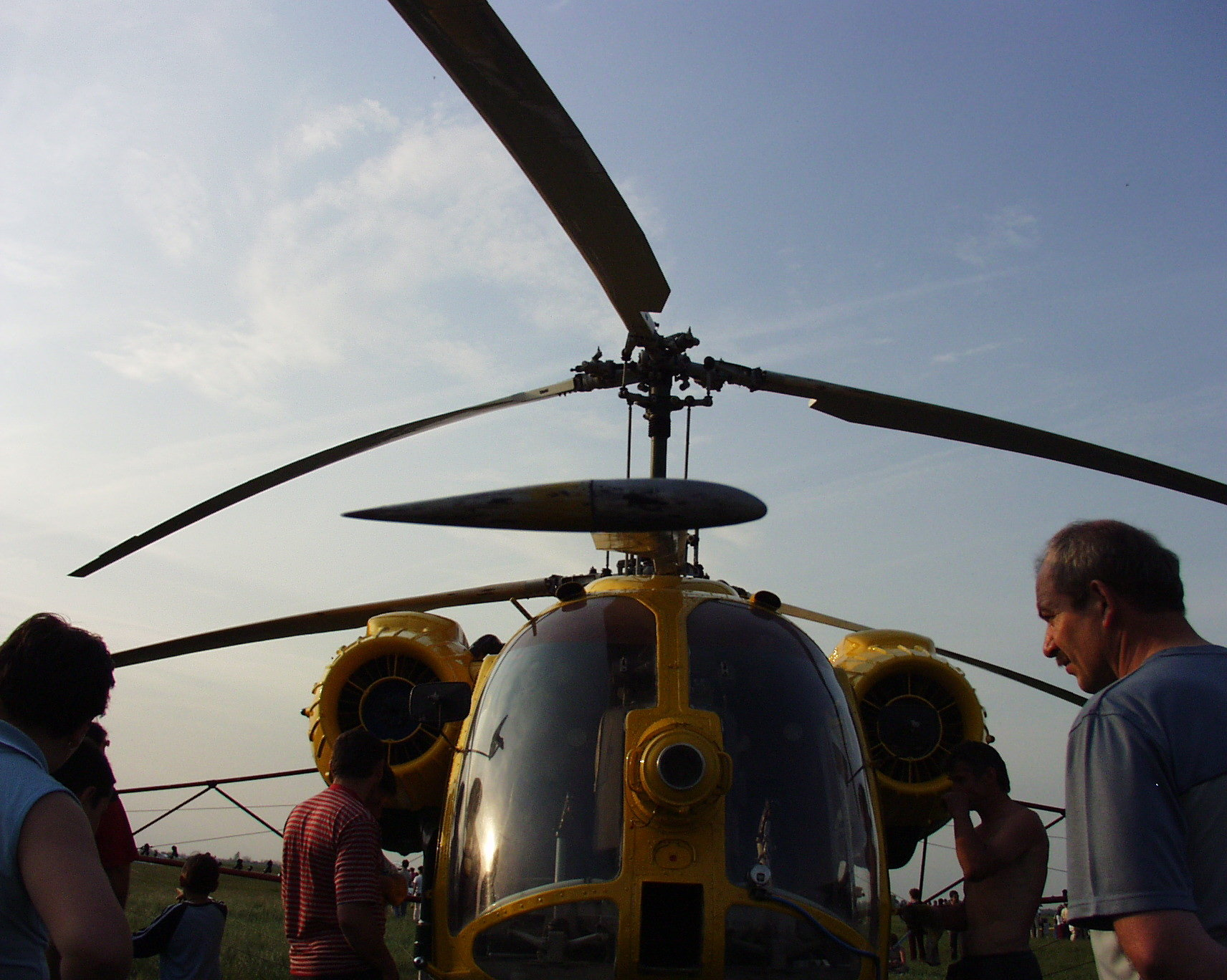
Ka–26 helikopter forgószárnyának keresztmetszete (2.)

Az egyes tételeknél a zárójelbe tett szám az ábra jelölése. 
- Felső (szívott) oldal (1)
- Alsó (nyomott) oldal (2)
- Húr: a szelvény két legtávolabbi pontját összekötő egyenes. (6)
- Húrhossz h [m]
- Állásszög, α [˚]: a húr és a megfúvás (haladás) iránya által bezárt szög.
- Orrpont (belépőél): a húr megfúvás felőli végpontja. (3)
- Végpont (kilépőél): a húr másik végpontja. (4)
- Vázvonal (középvonal): a profilba beírható körök középpontjának mértani helye. (5)
- Vastagság c [m]: a legnagyobb beírható kör átmérője.
- Relatív vastagság:

{\displaystyle {\bar {c}}={\frac {c}{h}}}  [%].
- Legnagyobb vastagság helye:

{\displaystyle {\bar {x_{c}}}={\frac {x_{c}}{h}}}  [%].
- Íveltség f [m]
- Relatív íveltség:

{\displaystyle {\bar {f}}={\frac {f}{h}}}  [%].
- Legnagyobb íveltség helye:

{\displaystyle {\bar {x_{f}}}={\frac {x_{f}}{h}}}  [%].
- Orrpont lekerekítési sugara: r0 [m], relatív értéke:

{\displaystyle {\bar {r_{0}}}={\frac {r_{0}}{h}}}  [%].
- Kilépő élszög τ [˚]

## Profiltervezéssel foglalkozó intézetek
A szárnyprofilok elméletével először Nyikolaj Jegorovics Zsukovszkij foglalkozott, aki a végtelen hosszú szárny elméletére rendkívül szellemes matematikai módszereket dolgozott ki. Módszere azonban csak bizonyos geometriájú szárnyszelvények számítására volt alkalmas. Gyakorlatilag használható módszert Ludwig Prandtl fejlesztett ki, az úgynevezett vékony profil-módszert. A háromdimenziós (véges szárny) problémájára azóta több eljárást is készítettek, melyeket számítógép használatával kis időigénnyel lehet végrehajtani. Ezeknek a módszereknek egy része a világhálón is elérhető. A repülőgép-tervezéshez szükséges megbízható adatok azonban költségigényes szélcsatorna-méréseket is igényelnek, ezért a profilokat világszerte erre specializálódott intézetek végzik. A legismertebbek:
- NACA (National Advisory Comitee for Aeronautics) amerikai intézet. A NASA jogelődje. Az ábrán látható profil jele NACA 64(2)-415.
- Gö. Aerodinamysche Versuchsanstallt, Göttingen
- RAF (Royal Air Force Establishment, Farnborough)
- Központi Aero- és Hidrodinamikai Intézet (CAGI)
- Clarck Y. Engineering Division.

## Külső hivatkozások
- NACA szárnyprofilok jelölési rendszere
- Dr. Pokorádi László: A szárnymetszet geometriai jellemzői[halott link]
- UIUC szárnyszelvény adatbázis
- Szárnyszelvény alkalmazása
- Chard Múzeum A motoros repülés születése
- áramlásvizsgálat változó állásszögnél (videó)